# 阪堺電気軌道11形電車

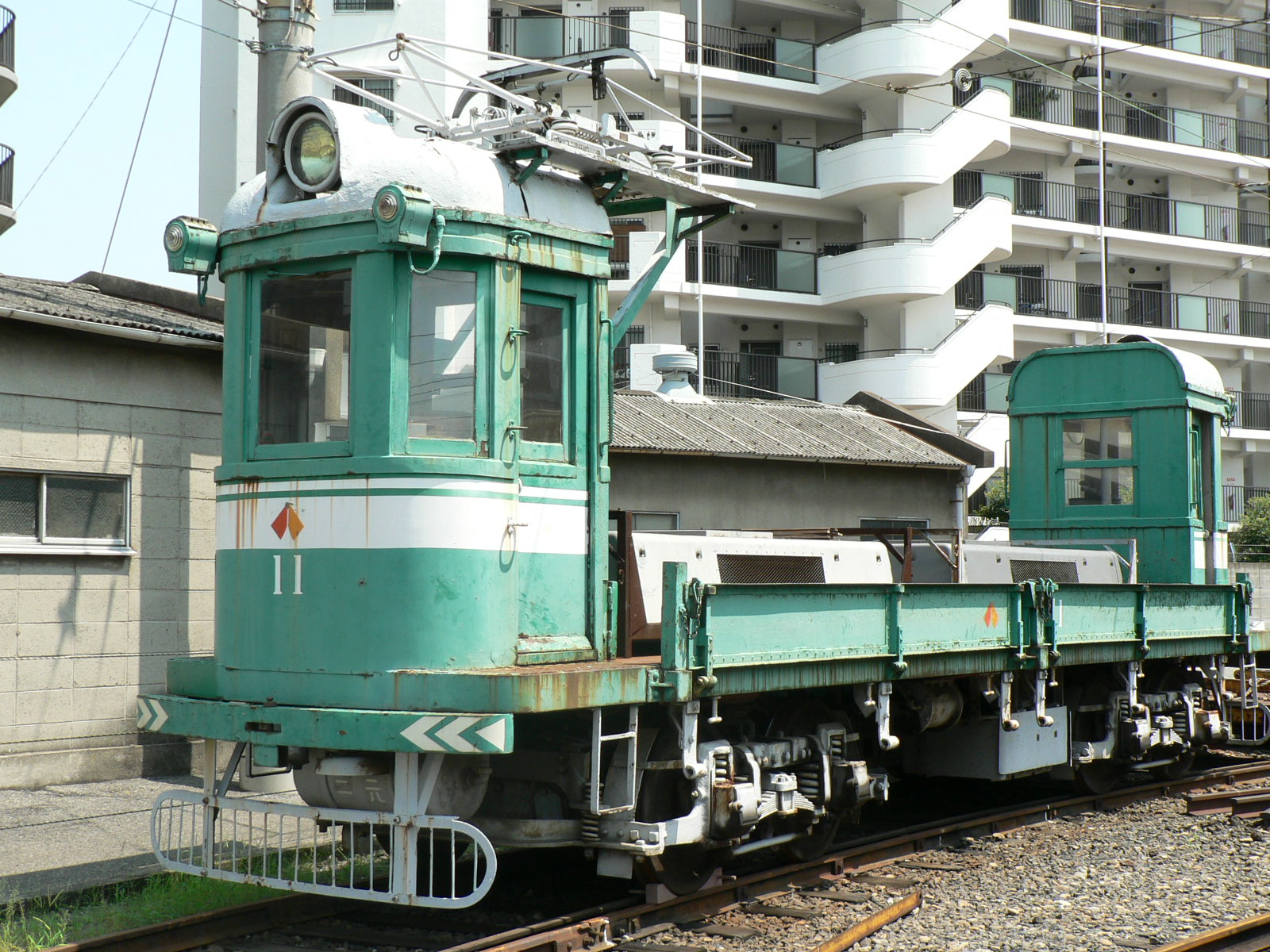
デト11形（我孫子道車庫にて）

阪堺電気軌道11形電車（はんかいでんききどう11がたでんしゃ）は、阪堺電気軌道が保有していた路面電車車両（電動貨車）。

## 概要
1952年（昭和27年）に帝國車輛工業で1両が製造された無蓋電動貨車デト11形11で、両側に運転室を設け、一方の運転室の屋根上にパンタグラフを設置している。
資材輸送用および救援用として製造された。資材輸送がトラックによる輸送に変わったことで本来の用途を失ったあと、毎年堺まつりの時期に装飾を施され花電車として使われたが、2000年（平成12年）に廃車となった。廃車後も我孫子道の車庫で保存されており、予備用冷房装置置き場兼構内入れ替え車輌となっている。2007年（平成19年）6月10日に行われた路面電車まつりでは特設ステージとして使用され、木村裕子らが荷台の上でイベントを行った。
2011年に車体の再塗装が行われたが、その際に阪堺標準色から旧南海大阪軌道線塗装に変更されている。

## 主要諸元
- 最大寸法（長さ×幅×高さ）：10,054mm×2,436mm×3,706mm
- 自重：16.0t
- 荷重：6t
- 台車：ブリル27GE-1
- 主電動機：SE-104A（30kW）×4
- 駆動方式：吊掛式
- 制御器：東芝RB-201A、直接制御式